# Guitarra acústica
Una guitarra acústica es un tipo de guitarra en la que el sonido se produce por la vibración de las cuerdas y se propaga a intensidades audibles a través la resonancia de la caja armónica, sin necesidad de amplificación eléctrica. El término "guitarra acústica" es un retrónimo acuñado después del advenimiento de la guitarra eléctrica que, en cambio, utiliza amplificación electrónica para hacer que el sonido sea audible, mientras el término general original para este instrumento de cuerda pulsada es simplemente guitarra. Frecuentemente se usa incorrectamente para indicar la guitarra sajona.
Hay una gran variedad de guitarras acústicas, como la clásica y la country (que se muestran en la imagen de la derecha), la guitarra española, el tiple colombiano, cuatro venezolano, guitarra de doce cuerdas o la guitarra con resonador, cuyo sonido es producido por uno o más conos metálicos, entre otras.

## Producción del sonido
En todas las guitarras el sonido es producido por la vibración de las cuerdas. Como la cantidad de aire que puede desplazar una cuerda es poca, el sonido necesita ser amplificado para poder ser oído. En la guitarra acústica, como en otros instrumentos de cuerda, esto se consigue mediante la caja de resonancia. La vibración de las cuerdas se transmite a través del puente a la tapa armónica, que gracias a sus dimensiones desplaza una cantidad mayor de aire pudiendo producir un sonido mucho más potente que la vibración de una cuerda sola.
Al vibrar la tapa armónica, las ondas sonoras transmiten a su vez al fondo y los aros de la caja de resonancia, que igualmente se ponen en vibración. De ahí que sea tan importante la selección de maderas adecuadas: abeto o cedro en la tapa y maderas duras como el palisandro, el ciprés, la caoba o el arce, para los aros y fondos.
La boca de la guitarra (el agujero de la tapa armónica) también influye en el sonido. Este sonido se mezcla con el sonido producido por la parte frontal de la tapa armónica. El sonido resultante es una compleja mezcla de armónicos que confiere a cada guitarra su sonido distintivo.
En realidad no existe durante este proceso amplificación externa para incrementar la intensidad del sonido (como en el caso de un amplificador eléctrico). Toda la energía procede de la pulsación de la cuerda. La función de todo este sistema es maximizar la intensidad del sonido, pero debido al principio de conservación de la energía el precio energético se paga en la duración la vibración. Esto quiere decir que en una guitarra sin caja de resonancia, las cuerdas no producirían apenas sonido pero este duraría mucho más.

### Amplificación
El sonido de una guitarra acústica puede amplificarse a través de un fonocaptor. Hay varios sistemas, como son los transductores piezoeléctricos, las pastillas electromagnéticas o los micrófonos, que también pueden combinarse entre sí. Los tipos de fonocaptores más usados en este tipo de guitarras son el transductor piezoeléctrico (piezo) y la pastilla electromagnética. Los piezos se montan generalmente bajo el hueso del puente, mientras que las pastillas electromagnéticas se suelen colocar en la boca. Ambos pueden conectarse directamente a un amplificador aunque los piezos suelen pasar antes por un preamplificador que suele incorporar un ecualizador.
El sonido de los transductores piezoeléctricos no es tan real como el de las pastillas o el micrófono, pero presenta la ventaja de ser menos propensos a los acoples cuando se toca en directo. En el caso de las pastillas, hoy hay muy pocos modelos muy evolucionados, pero los tipos más económicos tienden a darle un sonido "eléctrico" a la guitarra acústica. La mejor opción en cuanto a sonido es el micrófono (interno o externo), sin embargo, esta opción tiende a generar muchos acoples en el directo, por lo que los fabricantes han desarrollado sistemas combinados piezo-micrófono para rentabilizar lo mejor de cada sistema y minimizar los inconvenientes.
Dentro de las guitarras acústicas existe gran variedad de tamaños, en función de la caja de resonancia. Las más pequeñas son las conocidas como parlour, y derivan directamente de las guitarras románticas europeas, introducidas en EE. UU. por importantes guitarreros como C. F. Martin en el siglo XIX. Tipos de guitarra de tamaño medio son las 00, 000, OM, orchestra, o auditorium, todas similares en formato a una guitarra española. Las de mayor tamaño son las dreadnought (cuyo nombre procede de un tipo de barco de guerra británico de la Primera Guerra Mundial) y las jumbo, que aportan un sonido más potente.

## Tipos
Las guitarras acústicas varían enormemente en su diseño y construcción, más aún que las guitarras eléctricas. Algunos de los tipos más importantes son la guitarra clásica y la guitarra Lapsteel. A continuación una lista más completa. Más información en los artículos específicos.

### Guitarras con cuerdas de nailon/tripa ("Clásicas" distinción en diseño porAntonio de Torres)
- Guitarra renacentista
- Guitarra barroca
- Guitarra romántica
- Guitarra española o clásica
- Guitarra de flamenco
- Guitarra clásica extendida
- Guitarra Italiana

### Guitarras con cuerdas metálicas ("Sajonas" distinción en diseño porC.F. Martin)
- Guitarra sajona de seis cuerdas
- Guitarra sajona de doce cuerdas
- Guitarra con resonador
- Guitarra archtop
- Steel guitar
- Guitarra bajo acústica
- Guitarra rusa

### Guitarras especiales
- Guitarra Pikasso
- Guitarra arpa
- Guitarra banjo